# Astronomia wieloaspektowa
Astronomia wieloaspektowa (ang. multi-messenger astronomy) – dział astronomii oparty na skoordynowanej obserwacji obiektu astronomicznego z użyciem instrumentów co najmniej dwóch różnych klas, np. teleskopu optycznego i detektora fal grawitacyjnych.
Przełomem w astronomii wieloaspektowej było wydarzenie astronomiczne GW170817 z dnia 17 sierpnia 2017, kiedy to udało się wykryć powiązaną ze sobą emisję fal grawitacyjnych (dzięki m.in. detektorowi LIGO) oraz elektromagnetycznych (poprzez użycie m.in. satelity Fermi GST) ze zlewającego się układu podwójnego gwiazd neutronowych w galaktyce NGC 4993 znajdującego się w odległości 130 milionów lat świetlnych od Ziemi.